# Kurt von Kries
Kurt Georg von Kries (* 17. Oktober 1848 auf Gut Friedenau, Landkreis Thorn, Westpreußen; † 28. März 1929 in Thorn) war preußischer Landschaftsrat und Politiker.

## Familie
Er entstammte der thüringischen Familie Kries, um 1600 in Lehesten erwähnt, und war der Sohn des Gutsbesitzers Konrad von Kries (1814–1886), Gutsherr auf Friedenau, und der Marie von Götzendorff-Grabowski (1820–1887).
Kries heiratete am 4. November 1875 auf Gut Osterwitt (Landkreis Schwetz (Weichsel), Westpreußen) seine Cousine Anna von Kries (* 27. September 1855 auf Gut Osterwitt; † 11. Februar 1941 in Thorn), die Tochter des königlich preußischen Amtsrats Friedrich von Kries (1816–1890), Pächter der königlichen Domäne (Rittergut) Osterwitt, und der Elise Grolp (1825–1883). Das Ehepaar hatte eine Tochter Johanna, und die vier Söhne Franz (1878–1937), Ewald (1880–1965), Alfred (1886–1969) und Job Hermann, viele mit Nachfahren bis heute. Der vierte Sohn, der Kapitänleutnant Alfred von Kries (1886–1969), wurde später der Generalbevollmächtigte für die Begüterung Klein-und Groß Watz(cz)mirs. 
Seine Neffen waren die preußischen Politiker Georg von Kries (1863–1922), Mitglied des Preußischen Herrenhauses, und Wolfgang von Kries (1868–1945), Abgeordneter des Preußischen Abgeordnetenhauses und später des Preußischen Landtages.

## Leben
Kries war königlich preußischer Leutnant, später preußischer Landschaftsrat, Rechtsritter des Johanniterordens und Mitglied des Preußischen Herrenhauses.